# Корюшкообразные
Корюшкообра́зные (лат. Osmeriformes) — отряд лучепёрых рыб из клады настоящих костистых рыб. Жировой плавник, как правило, есть, но может отсутствовать. Базисфеноидная и орбитосфеноидная кости черепа редуцированы, зубы на мезоптеригоиде отсутствуют, сочленовная кость редуцирована или отсутствует, рукоятка сошника короткая.
Практически все корюшкообразные мечут икру в пресной воде. Вместе с этим, многие виды проводят большую часть жизни в морях и океанах умеренной климатической зоны; в тропиках встречаются некоторые саланксовые.

## Классификация
В отряде выделяют два подотряда, пять семейств с 20 родами и 47 видами:
- Подотряд Retropinnoidei
  - Семейство Prototroctidae — Прототроктовые (один вид Prototroctes maraena, второй вид Prototroctes oxyrhynchus вероятно вымер[2])
  - Семейство Retropinnidae — Ретропинновые[1] (два рода, 4 вида)
- Подотряд Osmeroidei
  - Семейство Osmeridae — Корюшковые (6 родов, 15 видов)
  - Семейство Plecoglossidae — Плекоглоссовые, или аювые, или айювые (монотипическое)
  - Семейство Salangidae — Саланксовые (7 родов, 20 видов)